# سیارک ۲۵۵۵۴
سیارک ۲۵۵۵۴ (به انگلیسی: 25554 Jayaranjan، نامگذاری:1999XG169)۲۵۵۵۴مین سیارک کشف شده است که در ۱۰ دسامبر ۱۹۹۹ کشف شد.